# Martin Hoek
Martin (Martinus) Hoek, född 13 december 1834 i Haag, död 3 september 1873 i Utrecht, var en nederländsk astronom.
Hoek blev 1856 observator vid observatoriet i Leiden och 1859 professor i astronomi och direktor för det nya observatoriet i Utrecht. Han utförde viktiga undersökningar över bland annat aberrationen, över planet- och kometbanor och över kometernas upplösning. 
Hoek utgav "Recherches astronomiques de l'observatoire d'Utrecht". Bland hans arbeten märks De l'influence des mouvements de la terre sur les phénomènes fondamentaux de l'optique dont se sert l'astronomie (1861), vilken innehåller undersökningar över refraktionen och aberrationen och över några av den praktiska astronomins grundprinciper, och Perturbations de Proserpine, dépendantes de la première puissance de la masse perturbatrice de Jupiter (1864).